# La Selle-en-Coglès

La Selle-en-Coglès este o comună în departamentul Ille-et-Vilaine, Franța. În 1 ianuarie 2018 avea o populație de 592 de locuitori.